# Patalliro!
Patalliro! (яп. パタリロ! Патариро!) — манга, автором и иллюстратором которой является Минэо Мая. Начала публиковаться издательством Hakusensha в журнале Bessatsu Hana to Yume с 1979 года, выпуск продолжается, на данный момент вышло 100 томов манги. По мотивам манги студией Toei Animation был выпущен аниме-сериал, который транслировался по телеканалу Fuji TV с 8 апреля 1982 года по 13 мая 1983 года. Всего выпущено 49 серий аниме. Это также самый первый в истории аниме-сериал, который затрагивает тему сёнэн-ай (юношеская любовь). По мотивам манги также был выпущен полнометражный мультфильм в 1983 году и аниме-сериал в 2005 году.

## Сюжет
Вымышленная страна Малинера богата месторождениями алмазов. Её новым правителем становится 10-летний мальчик Паталлиро, который очень умён, но в то же время вытворяет разные шалости. Но из-за богатства страны жизнь Паталлиро всё время находится в опасности, и поэтому к нему приставляют слугу — агента разведки МИ-6 Джека Банкорана. Он должен защищать юного короля от преступного синдиката и родственников, желающих заполучить трон Паталлиро. Один из киллеров преступного синдиката по имени Мараих влюбляется в Джека и начинает требовать внимания к себе, ревнуя буквально ко всем, кто входит в контакт с Джеком. Главных героев ждут встречи с инопланетянами, монстрами, роботами, путешествие во времени и прочие безрассудные вещи, и в конце концов становится ясно, что это плод безумных фантазий Паталлиро, который способен втягивать в неё окружающих людей.

### Второй сезон
Герои первого сезона под другими именами переносятся в сюжет «Путешествия на Запад». На неком южном континенте Аолай находится Гора цветов и плодов, а на её вершине — большой камень, который многие столетия впитывал в себя силы духов Земли и Неба. Внезапно из камня вылупилось существо по имени Сон-Гоку (Паталлиро). Тем временем молодой монах по имени Сандзо (Мараих) отправился в путешествие на поиски неких сутр и встретил старца, который уговорил его взять то самое существо, которое, как он утверждает, ждало своего хозяина уже 500 лет. Так начинается их долгое совместное путешествие.

## Список персонажей
- Паталлиро де Малинер (Паталлиро Малинерский) VIII (яп. パタリロ・ド・マリネール8世 Патариро до маринэ:ру 8-сэй)

Сэйю: Фуюми Сирайси
10-летний король королевства Малинера. Страдает диабетом. Очень любит пошалить, объектами его шуток часто становятся Банкоран и Мараих. Его имя является производным от слова «パタパタ» (патапата), что в японском языке является описанием звука топота (то есть, аналогичное русскому «топ-топ-топ»).
- Мараих Джушенфе (яп. マライヒ)

Сэйю: Тосико Фудзита
18-летний член преступного алмазного синдиката. Его бывший любовник, граф Ларкен, сказал, чтобы Мараих не возвращался, пока не убьёт Банкорана, но в конце концов он влюбляется в Банкорана. Приходит в ярость и ревнует, когда кто-то из мужчин входит в контакт с Джеком. В манге он беременеет в 10 и 46 томах, но эти моменты были убраны из аниме. Хорошо орудует ножом, нередко маскируется под женщину.
- Джек Барбаросса Банкоран (яп. ジャック・バルバロッサ・バンコラン)

Сэйю: Кадзуюки Согабэ
Агент разведки МИ-6, должен защищать Паталлиро. Имеет чёрные и длинные волосы. Известен как гроза бисёнэнов, так как многие юноши влюбляются в Джека с первого взгляда. Единственная женщина, которая заинтересовалась Джеком, — мать Паталлиро, Этранж. Позже стал жить вместе с Мараихом, и у них появился сын Фигаро (в манге).
- Таманэги

Бисёнэн-охранники Паталлиро. Имеют очень красивую внешность, которую скрывают под масками и мундирами из матового стекла.

## Музыка (2005)
Открытие
- Patalliro! (яп. パタリロ!) исполняет Фусако Фудзимото
- Ajisai Ai Ai Monogatari (яп. 紫陽花アイ愛物語) исполняет v-u-den

Концовка
- Utsukushisa wa Tsumi (яп. 美しさは罪) исполняет Эри Такэда (1 концовка)
- Cock Robin Ondo (яп. )
- Nanchū Koi wo Yatterū You Know? (яп. なんちゅう恋をやってるぅ YOU KNOW?) исполняют: Berryz Kobo.